# Tuchonice
Tuchonice jsou malá vesnice, část obce Žimutice v okrese České Budějovice v Jihočeském kraji. Nachází se asi 4,5 kilometru jižně od Žimutic. Je zde evidováno 33 adres. V roce 2011 zde trvale žilo 29 obyvatel.
Tuchonice jsou také název katastrálního území o rozloze 3,68 km².

## Historie
První písemná zmínka o vesnici pochází z roku 1380.

## Obyvatelstvo
| Rok            | 1869 | 1880 | 1890 | 1900 | 1910 | 1921 | 1930 | 1950 | 1961 | 1970 | 1980 | 1991 | 2001 | 2011 | 2021 |
| -------------- | ---- | ---- | ---- | ---- | ---- | ---- | ---- | ---- | ---- | ---- | ---- | ---- | ---- | ---- | ---- |
| Počet obyvatel | 205  | 189  | 190  | 172  | 192  | 171  | 190  | 127  | 121  | 95   | 71   | 50   | 28   | 29   | 41   |
| Počet domů     | 24   | 27   | 29   | 29   | 32   | 33   | 35   | 35   | 33   | 25   | 24   | 29   | 32   | 32   | 33   |

## Obecní správa
Při sčítání lidu v letech 1850–1873 Tuchonice byly osadou obce Pořežany v okrese Týn nad Vltavou. V letech 1873–1943 byly samostatnou obcí v okrese Týn nad Vltavou. V letech 1943–1945 byly znovu osadou obce Pořežany, ale v letech 1945–1964 byly uváděny znovu jako obec, se kterým patřily nejprve do okresu Týn nad Vltavou, ale od roku 1960 v okrese České Budějovice. Od 14. června 1964 do 31. prosince 1975 byly znovu částí obce Pořežany v okrese České Budějovice. Od 1. ledna 1976 jsou částí obce Žimutice v okrese České Budějovice.

## Pamětihodnosti
- Kaplička svatého Jana Nepomuckého
- Čtyři mohylníky